# Volby do Evropského parlamentu v Belgii 2009
Volby do Evropského parlamentu 2009 v Belgickém království proběhly v neděli 7. června. Na základě výsledků voleb zasedlo 22 belgických zástupců v Evropském parlamentu s mandátem do roku 2014 (13 zástupců reprezentuje vlámskou komunitu, 8 valonskou komunitu a 1 germanofonní komunitu).
Voleb se zúčastnilo celkem 90,39 % oprávněných voličů (volební účast je ze zákona povinná), což je nejvíce ze všech zemí Evropské unie.

## Volební výsledky

### Vlámská komunita
Následující tabulka znázorňuje volební výsledky vlámských politických stran, které kandidovaly ve Vlámsku a v Bruselu.
| Strana                                                                   | Frakce v EP | Hlasy   | v %   | Mandáty | +/- |
| ------------------------------------------------------------------------ | ----------- | ------- | ----- | ------- | --- |
| Křesťanští demokraté a Vlámové, Christen-Democratisch en Vlaams          | EPP         | 948 123 | 23,26 | 3       |     |
| Otevření vlámští liberálové a demokraté, Vlaamse Liberalen en Democraten | ALDE        | 837 884 | 20,56 | 3       |     |
| Vlámská zájem, Vlaams Belang                                             |             | 647 170 | 15,88 | 2       |     |
| Socialistická strana - Jinak, Socialistische Partij Anders               | PES         | 539 393 | 13,22 | 2       |     |
| Nová vlámská aliance, Nieuw-Vlaamse Alliantie                            | EG-EFA      | 402 545 | 9,88  | 1       |     |
| Zelení!, Groen!                                                          | EG-EFA      | 322 149 | 7,90  | 1       |     |
| Lijst Dedecker                                                           | ECR         | 296 699 | 7,28  | 1       |     |
| Strana práce Belgie, Partij van de Arbeid van België                     |             | 40 057  | 0,98  | 0       |     |
| Sociálně liberální strana, Sociaal-Liberale Partij                       |             | 26,541  | 0,65  | 0       |     |
| Ostatní                                                                  |             | 15 383  | 0,38  | 0       |     |
| Celkem                                                                   |             |         | 100   | 13      |     |

### Valonská komunita
Následující tabulka znázorňuje volební výsledky valonských politických stran, které kandidovaly ve Valonsku a v Bruselu.
| Strana | Frakce v EP | Hlasy   | v %   | Mandáty | +/- |
| --- | ----------- | ------- | ----- | ------- | --- |
| Socialistická strana, Parti socialiste                                                                             | PES         | 714 947 | 29,10 | 3       | - 1 |
| Reformní hnutí, Mouvement réformateur                                                                              | ALDE        | 640 092 | 26,05 | 2       | - 1 |
| Ecolo | EG-EFA      | 562 081 | 22,88 | 2       | + 1 |
| Humanistický demokratický střed, Centre démocrate humaniste                                                        | EPP         | 327 824 | 13,34 | 1       | 0   |
| Národní fronta, Front national                                                                                     |             | 87 706  | 3,57  | 0       | 0   |
| WALLONIE D'ABORD                                                                                                   |             | 37 505  | 1,53  | 0       | 0   |
| Shromáždění Valonsko Francie, Rassemblement Wallonie France                                                        |             | 30 488  | 1,24  | 0       | 0   |
| Strana práce Belgie, Parti du travail de Belgique                                                                  |             | 28 483  | 1,16  | 0       |     |
| Revoluční komunistická liga, Ligue communiste révolutionnaire Socialistická strana boje, Parti socialiste de lutte |             | 7 954   | 0,32  | 0       |     |
| Výbor za jinou politiku, Comité pour une Autre Politique                                                           |             | 7 626   | 0,31  | 0       |     |
| Komunistická strana                                                                                                |             | 7 533   | 0,31  | 0       |     |
| Celkem |             |         | 100   | 8       |     |

### Germanofonní komunita
| Strana                      | Frakce v EP | Hlasy  | v %   | Mandáty | +/- |
| --------------------------- | ----------- | ------ | ----- | ------- | --- |
| Křesťanská sociální strana  | EPP         | 12 475 | 32,25 | 1       | 0   |
| Strana pro svobodu a pokrok | ALDE        | 7 878  | 20,37 | 0       | 0   |
| Ecolo                       | G-EFA       | 6 025  | 15,58 | 0       | 0   |
| Socialistická strana        | PES         | 5 658  | 14,63 | 0       | 0   |
| Ostatní                     | Ostatní     | 6 644  | 17,18 | 0       | —   |
| Dohromady                   | Dohromady   | 38 680 | 100   | 1       | —   |